# Abdulah Gegić
Abdulah Gegić, cirill betűkkel Абдулах Гегић, törökül: Abdullah Gegiç (Novi Pazar, 1924. március 19. – Újvidék, 2008. június 21.) bosnyák származású szerb labdarúgó, csatár, edző. Az 1965–66-os idényben BEK-döntős Partizan vezetőedzője. A jugoszláv (1965) és a török válogatott (1969) szövetségi kapitánya.

## Pályafutása

### Játékosként
1946–47-ben a Metalac Beograd, majd a Mačva Šabac labdarúgója volt a jugoszláv élvonalban.

### Edzőként
1961 és 1963 között az FK Bor, 1963-ben a Radnički Niš, 1963–65-ben az FK Sarajevo vezetőedzője volt. 1965-ben négy mérkőzésen a jugoszláv válogatott szövetségi kapitányaként dolgozott a válogató bizottság tagjaként, melynek további tagjai Milan Antolković, Miljan Miljanić és Aleksandar Tirnanić voltak. 1965–66-ban a Partizan szakmai munkáját irányította. Ebben az idényben a BEK döntőjéig jutott a csapattal, ahol 2–1 vereséget szenvedtek a Real Madridtól. 1966–67-ben a török Fenerbahçe, majd 1967 és 1971 között az Eskişehirspor vezetőedzője volt. Közben 1969-ben hat mérkőzésen a török válogatott szövetségi kapitánya volt. Mérlege három-három győzelem és vereség volt. 1971–72-ben ismét az FK Sarajevo csapatánál dolgozott. 1972 és 1983 között török klubcsapatoknál dolgozott. 1972–73-ban a Beşiktaş, 1973–74-ben az Adana Demirspor, 1974–75-ben a Bursaspor, 1975–76-ban újra a Fenerbahçe, 1976-ban az Adanaspor, 1977–78-ban az Eskişehirspor, 1978–79-ben a Samsunspor, 1979-ben a Diyarbakırspor, 1983-ban az Eskişehirspor vezetőedzője volt. Az Eskişehirspor együttesével 1971-ben törökkupa- és szuperkupagyőztes, a Fenerbahçe csapatával 1975-ben török szuperkupagyőztes volt.
A török sajtóban Futbol Profesörü (Futballprofesszor) néven emlegették. 1979-ben török állampolgárságot kapott. Fontos szereplője volt a török labdarúgásnak. Olyan török labdarúgóedzőknek volt a mentora mint Fatih Terim, Mustafa Denizli és Şenol Güneş.
2008. június 21-én Újvidéken hunyt el 17 napi küzdelem után agyvérzésben.

## Sikerei, díjai

### Edzőként
FK Partizan
- Bajnokcsapatok Európa-kupája (BEK)
  - döntős: 1965–66

 Fenerbahçe
- Spor Toto Kupa
  - győztes: 1964
- Török szuperkupa (TFF Süper Kupa)
  - győztes: 1975

 Törökország
- RCD kupa
  - győztes: 1969

 Eskişehirspor
- Török kupa (Türkiye Kupası)
  - győztes: 1971
- Török szuperkupa (TFF Süper Kupa)
  - győztes: 1971

 Beşiktaş
- TSYD-kupa (TSYD Kupası)
  - győztes: 1973

## Statisztika

### Mérkőzései jugoszláv szövetségi kapitányként
| Jugoszlávia | Jugoszlávia         | Jugoszlávia                    | Jugoszlávia | Jugoszlávia | Jugoszlávia   | Jugoszlávia  | Jugoszlávia | Jugoszlávia |
| #           | Dátum               | Helyszín                       | Hazai       | Eredmény    | Vendég        | Kiírás       | Gólok       | Esemény     |
| ----------- | ------------------- | ------------------------------ | ----------- | ----------- | ------------- | ------------ | ----------- | ----------- |
| 1.          | 1965. április 18.   | Belgrád, Crvena zvezda stadion | Jugoszlávia | 1 – 0       | Franciaország | vb-selejtező | -           |             |
| 2.          | 1965. május 9.      | Belgrád, Crvena zvezda stadion | Jugoszlávia | 1 – 1       | Anglia        | barátságos   | -           |             |
| 3.          | 1965. június 16.    | Oslo, Ullevaal Stadion         | Norvégia    | 3 – 0       | Jugoszlávia   | vb-selejtező | -           |             |
| 4.          | 1965. szeptember 4. | Moszkva, Lenin-stadion         | Szovjetunió | 0 – 0       | Jugoszlávia   | barátságos   | -           |             |
|             | Összesen            |                                |             | –           | mérkőzés      |              | –           | gól         |

### Mérkőzései török szövetségi kapitányként
| Törökország | Törökország          | Törökország                    | Törökország | Törökország | Törökország   | Törökország  | Törökország | Törökország |
| #           | Dátum                | Helyszín                       | Hazai       | Eredmény    | Vendég        | Kiírás       | Gólok       | Esemény     |
| ----------- | -------------------- | ------------------------------ | ----------- | ----------- | ------------- | ------------ | ----------- | ----------- |
| 1.          | 1969. április 30.    | Ankara, 19 Mayıs Stadion       | Törökország | 1 – 3       | Lengyelország | barátságos   | -           |             |
| 2.          | 1969. szeptember 14. | Ankara, 19 Mayıs Stadion       | Törökország | 4 – 2       | Pakisztán     | RCD-kupa     | -           |             |
| 3.          | 1969. szeptember 17. | Ankara, 19 Mayıs Stadion       | Törökország | 4 – 0       | Irán          | RCD-kupa     | -           |             |
| 4.          | 1969. szeptember 24. | Isztambul, Mithat Paşa Stadion | Törökország | 3 – 0       | Svájc         | barátságos   | -           |             |
| 5.          | 1969. október 15.    | Kijev, Központi stadion        | Szovjetunió | 3 – 0       | Törökország   | vb-selejtező | -           |             |
| 6.          | 1969. november 16.   | Isztambul, İnönü Stadion       | Törökország | 1 – 3       | Szovjetunió   | vb-selejtező | -           |             |
|             | Összesen             |                                |             | –           | mérkőzés      |              | –           | gól         |